# Casildo Maldaner
Casildo João Maldaner (Carazinho, 2 de abril de 1942 - Florianópolis, 17 de mayo de 2021) fue un abogado y político brasileño afiliado al MDB. Se desempeñó como senador y gobernador del estado de Santa Catarina.

## Biografía
Se recibió como licenciado en Derecho por la Universidad de Brasilia, estaba casado con Ivone y era padre de tres hijos.
Inició su vida pública en 1962 como concejal en Modelo, por la Unión Nacional Democrática (UDN). Fue diputado a la Asamblea Legislativa de Santa Catarina en la 8ª legislatura (1975 - 1979) y en la 9ª legislatura (1979 - 1983). Fue diputado a la Cámara de Diputados en la 47.ª legislatura (1983 - 1987). Fue vicegobernador de Santa Catarina, elegido en 1986 en la lista que encabeza Pedro Ivo Campos (PMDB).
Con la muerte del titular, en enero de 1990, asumió la dirección del poder ejecutivo estatal, ejerciendo su mandato hasta marzo de 1991, siendo hasta hoy el primer y único gobernador del occidente de Santa Catarina.
Fue elegido senador de la República en la 50.ª legislatura (1995-1999) y en la 51.ª legislatura (1999-2003). En 2006 fue elegido primer suplente del senador Raimundo Colombo (DEM-SC), por el PMDB. Fue director del Banco de Desarrollo Regional del Extremo Sur hasta enero de 2011, cuando Colombo renunció a su mandato para asumir el gobierno de Santa Catarina.

## Fallecimiento
Casildo falleció de cáncer a los 79 años en Florianópolis. Su cuerpo fue incinerado en el cementerio Jardim da Paz en Florianópolis.